# Andreaea indica
Andreaea indica là một loài rêu trong họ Andreaeaceae. Loài này được Mitt. mô tả khoa học đầu tiên năm 1859.